# 高橋一彦
高橋 一彦（たかはし かずひこ、1961年6月12日 - ）は、栃木県塩谷郡藤原町出身の元プロ野球選手（投手）。愛称は「ぴんさん」。

## 来歴・人物
前橋工業高では外野手として小川博、番場覚らの投手陣を擁し、1979年春夏の甲子園に出場。春の選抜では2回戦で川之江高に敗退。夏の選手権は3回戦に進むが、比叡山高に敗れる。
高校卒業後は、社会人野球の日本石油に進み投手に転向。1982年の都市対抗野球に出場し、1回戦で先発するが川崎重工に敗退。1984年の都市対抗野球では日産自動車の補強選手として出場。2回戦ではプリンスホテルを相手に好リリーフを見せ勝利投手となる。準々決勝では先発して新日本製鐵大分に勝利、決勝でも登板し日本鋼管を降し優勝を飾る。この時のチームメートに大野久がいた。1985年の日本選手権では2回戦でNTT東北を完封、準々決勝に進むが神戸製鋼の山本泰之と投げ合い惜敗。この大会では優秀選手に選出された。
1985年のプロ野球ドラフト会議で横浜大洋ホエールズから2位指名を受け入団。フォークボールと低めに制球された直球を武器とし、当時低めのストライクゾーンを拡大して導入された新ストライクゾーンに最適の投手として、「新ストライクゾーンの申し子」と呼ばれた。
プロ1年目となる1986年のオープン戦では2勝1セーブを挙げ、ルーキー大賞を受賞するなど期待された。同年は開幕第2戦目で先発デビューするなど当初は先発陣に入るが、球威不足で結果を残せず、その後は主に中継ぎとして起用される。しかし、6月3日の広島東洋カープ戦では9回表に登板し5者連続を含む6二塁打を打たれるなど、セ・リーグタイ記録となる1イニング11被安打で11失点を喫した。また、10月12日の中日ドラゴンズ戦では同年引退した谷沢健一に対して押し出しの四球を与えチームもサヨナラ負けに終わっている。
2年目の1987年にはチーム最多の51試合に登板したが、翌1988年は1試合登板のみに終わる。
1989年オフ、成田幸洋との交換トレードで西武ライオンズに移籍。だが、西武でも1勝を挙げただけにとどまり、1991年限りで現役を引退した。
西武時代の同僚であった大久保博元によれば、現役当時はかなり気性が荒くグランド外でもそのような言動が目立っていたという。

## 詳細情報

### 年度別投手成績
| 年 度     | 球 団     | 登 板 | 先 発 | 完 投 | 完 封 | 無 四 球 | 勝 利 | 敗 戦 | セ 丨 ブ | ホ 丨 ル ド | 勝 率 | 打 者 | 投 球 回 | 被 安 打 | 被 本 塁 打 | 与 四 球 | 敬 遠 | 与 死 球 | 奪 三 振 | 暴 投 | ボ 丨 ク | 失 点 | 自 責 点 | 防 御 率 | W H I P |
| --------- | --------- | ----- | ----- | ----- | ----- | -------- | ----- | ----- | -------- | ----------- | ----- | ----- | -------- | -------- | ----------- | -------- | ----- | -------- | -------- | ----- | -------- | ----- | -------- | -------- | ------- |
| 1986      | 大洋      | 27    | 7     | 0     | 0     | 0        | 2     | 5     | 1        | --          | .286  | 259   | 59.2     | 62       | 10          | 15       | 2     | 2        | 47       | 3     | 0        | 40    | 29       | 4.37     | 1.29    |
| 1987      | 大洋      | 51    | 1     | 0     | 0     | 0        | 3     | 1     | 1        | --          | .750  | 359   | 79.0     | 97       | 18          | 33       | 5     | 0        | 56       | 2     | 0        | 53    | 47       | 5.35     | 1.65    |
| 1988      | 大洋      | 1     | 0     | 0     | 0     | 0        | 0     | 0     | 0        | --          | ----  | 4     | 0.1      | 2        | 0           | 1        | 0     | 0        | 0        | 0     | 0        | 0     | 0        | 0.00     | 9.00    |
| 1989      | 大洋      | 6     | 0     | 0     | 0     | 0        | 0     | 0     | 0        | --          | ----  | 56    | 12.2     | 12       | 2           | 7        | 0     | 0        | 4        | 0     | 0        | 4     | 4        | 2.84     | 1.50    |
| 1990      | 西武      | 13    | 1     | 0     | 0     | 0        | 1     | 0     | 0        | --          | 1.000 | 110   | 28.0     | 23       | 5           | 10       | 0     | 0        | 13       | 1     | 0        | 13    | 12       | 3.86     | 1.18    |
| 1991      | 西武      | 5     | 0     | 0     | 0     | 0        | 0     | 0     | 0        | --          | ----  | 30    | 7.0      | 9        | 3           | 1        | 0     | 1        | 6        | 0     | 0        | 5     | 5        | 6.43     | 1.43    |
| 通算：6年 | 通算：6年 | 103   | 9     | 0     | 0     | 0        | 6     | 6     | 2        | --          | .500  | 818   | 186.2    | 205      | 38          | 67       | 7     | 3        | 126      | 6     | 0        | 115   | 97       | 4.68     | 1.46    |

### 記録
- 初登板・初先発登板：1986年4月5日、対阪神タイガース2回戦（横浜スタジアム）、7回2失点で勝敗つかず
- 初セーブ：1986年5月11日、対中日ドラゴンズ6回戦（ナゴヤ球場）、6回裏2死から2番手で救援登板・完了、3回1/3を無失点
- 初勝利：1986年5月15日、対読売ジャイアンツ8回戦（平和台球場）、5回裏から3番手で救援登板、4回無失点
- 初先発勝利：1990年8月19日、対福岡ダイエーホークス23回戦（西武ライオンズ球場）、5回0/3を4失点

### 背番号
- 12 （1986年 - 1989年）
- 19 （1990年 - 1991年）